# جائزة باشراحيل للإبداع الثقافي
جائزة محمد صالح باشراحيل للإبداع الثقافي جائزة سعودية عالمية، تأسست في القاهرة عام 2003، على يد عبد الله باشراحيل تقديرًا لجهود والده محمد صالح باشراحيل ودوره الريادي في العمل الاجتماعي الإنساني، وهي امتداد لمسيرة منتدى محمد صالح باشراحيل الثقافي، والذي تأسس في مكة عام 1976، ويُعد من أوائل المنتديات الثقافية في السعودية، وتهدف الجائزة إلى تشجيع الأنشطة الإبداعية الفكرية ودعم الإنتاج الثقافي العربي، عبر أربعة فروع منها النقد والرواية والدراسات الإنسانية، وهي جائزة دورية تُقدم كل عامين، وفي كل فرع من فروعها تُمنح جائزة واحدة بقيمة 25,000 دولار، إلى جانب جائزة تقديرية استثنائية تُمنح للرواد العرب في مجال التنمية والخدمة الاجتماعية والإنسانية بقيمة 30,000 دولار، وذلك وفق شروط ومعايير حددتها لجنة الجائزة التي يرأسها محمد مريسي الحارثي، وأحد شروطها أن يكون النتاج الفكري أو الأدبي نتاجًا أصيلًا وإضافة غير مسبوقة على الثقافة العربية، وقد فاز بها عدد من المفكرين والأدباء والشعراء العرب، منهم أدونيس وشوقي بزيع.

## فروع الجائزة
- الشعر
- الرواية والقصة
- النقد والدراسات الأدبية
- الدراسات الإنسانية والمستقبلية.[12]

## الفائزون
| الدورة | المكان                             | الشعر                                                   | الرواية والقصة                                      | النقد والدراسات الأدبية             | الدراسات الإنسانية والمستقبلية | الجائزة التقديرية |
| ------ | ---------------------------------- | ------------------------------------------------------- | --------------------------------------------------- | ----------------------------------- | ------------------------------ | --- |
| 2004   | مقر نقابة الصحافة في بيروت         | شوقي بزيع                                               | نبيل سليمان                                         | محمد لطفي اليوسفي                   |                                | الامين العام لجامعة الدول العربية عمرو موسى، والشاعر أدونيس، والشاعر الفلسطيني هارون هاشم رشيد، والكاتب الاميركي كارل ارنست صاحب كتاب «على خطى محمد» |
| 2006   | القاهرة                            | حمدة خميس                                               | علاء الأسواني                                       | فاطمة الوهيبي مجدي توفيق            | فاضل الربيعي                   | الدكتور مفيد شهاب وزير الدولة المصري للشؤون القانونية والمجالس النيابية، والدكتور ناصر الدين الأسد وزير التعليم العالي الأردني السابق والدكتور محمد بن مريس الحارثي (السعودية)، وعلي حسن حرب (لبنان)، وعلي حسن عبدالله العبادي (السعودية)، وإبراهيم بن محمد الدامغ (السعودية)، وذلك تقديرا لأدوارهم في إثراء الحياة الفكرية العربية. |
| 2010   | نقابة الصحافيين المصرية في القاهرة | عبد الرحمن صالح العشماوي . والشاعر حسن بن محمد الزهراني | د. سناء كامل أحمد شعبان. د. إبراهيم محمد محمد إسحاق | د. عبد الحكيم راضي أحمد علي آل مريع |                                | |